# قصر الدهس (أولاد أوشيح)
قصر الدهس هي إحدى مشيخات المملكة المغربية، تتبع جغرافيا لإقليم العرائش وإداريًا لأولاد أوشيح. يقدر عدد سكانها بـ 22426 نسمة حسب الإحصاء الرسمي للسكان والسكنى لسنة 2004.